# 衣笠贞之助
衣笠贞之助（1896年1月1日—1982年2月26日）是日本昭和年间的一位电影导演。

## 生平
生于日本三重县龟山市的烟草商家庭，原名小龟贞之助。早年担任歌舞伎"女形"（男扮女装的旦角）演员。自1917年开始以表演同类电影角色。后来因为女演员的引入而改行导演。1920年导演第一部电影。1929年游历欧洲和苏联，学习西方电影技术。一生导演了118部电影，其中很多是和演员长谷川一夫合作。

## 重要作品
- 《瘋狂的一頁（日语：狂つた一頁）》（1926年）
- 《十字路》（1928年）
- 《忠臣藏》（1932年）
- 《地狱门》（1953年），根据菊池宽的小说改编，获第7届戛纳国际电影节金棕榈奖和第27届奥斯卡最佳外语片奖。
- 《妖僧（日语：妖僧）》（1963年）